# Vlag van Caithness
De vlag van Caithness is zwart met een blauw Scandinavisch kruis met gele randen. In het eerste kwartier staat het embleem van het graafschap: een galei met op het zeil een raaf, zoals die ook voorkomt op het civiele wapen. De vlag werd op 26 januari 2016 officieel onthuld.
Het zwart van de vlag verwijst naar de geologie van het graafschap, waar onder meer zwarte flagstones gevonden worden. Geel en blauw verwijzen naar het strand en de zee, symbolen voor de maritieme geschiedenis van het graafschap. Het Scandinavische kruis herinnert aan de historische banden met de Vikingen.